# Pyranthrene
Pyranthrene is een geslacht van vlinders uit de familie wespvlinders (Sesiidae), onderfamilie Sesiinae.
Pyranthrene is voor het eerst wetenschappelijk beschreven door Hampson in 1919. De typesoort is Pyranthrene flammans.

## Soort
Pyranthrene is monotypisch en omvat alleen de volgende soort:
- Pyranthrene flammans Hampson, 1919